# Irmingerströmmen

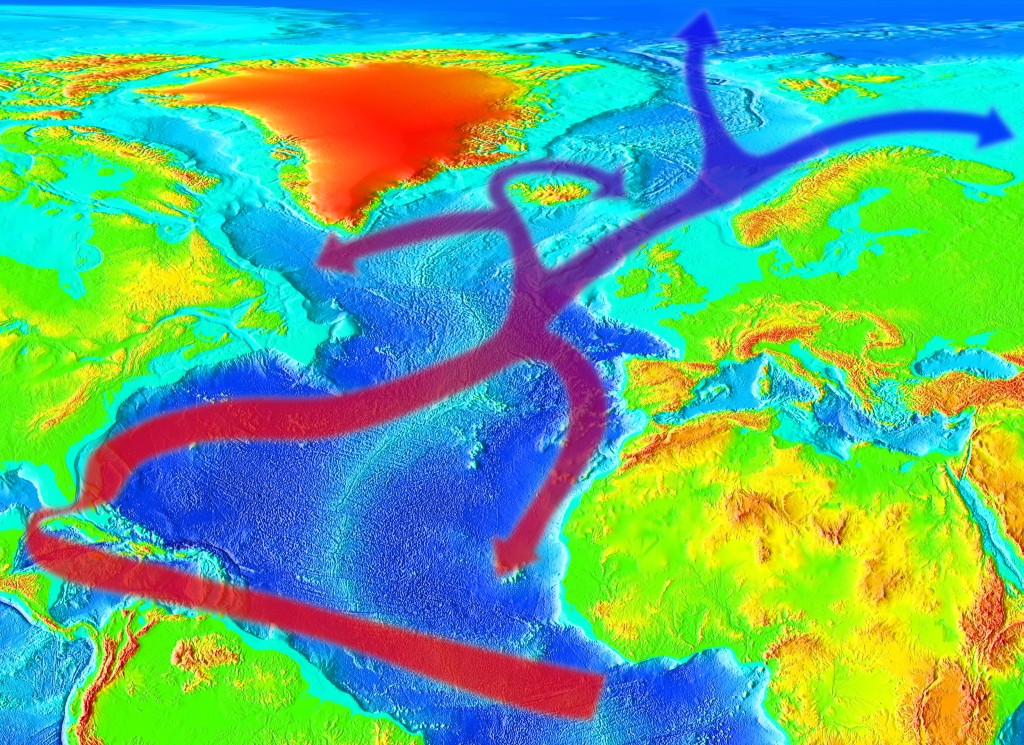
Golfströmmen med Irmingerströmmens två grenar mellan Grönland och Island.

Irmingerströmmen är en varm havsström i Nordatlanten som kommer söderifrån och delar sig väster om Island. Den största grenen går åt sydväst. Den andra grenen flyter väster om Island och viker sedan österut längs med Islands norra kust. Denna gren har stor betydelse för isförhållande och klimat på Islands väst- och nordkust.
Strömmen är namngiven efter den danske sjöofficeren Carl Irminger (1802-1888), som beskrev havsströmmen omkring 1850.